# Феодул и Агафопод
Феодул и Агафопод (греч. Θεόδουλος και Αγαθόπους, ум. около 303 года) — священномученики Солунские, прославленные Единой Церковью. Имя Агафопод (Αγαθόπους) означает «доброногий», Феодул (Θεόδουλος) — раб Божий. Память 4 апреля в Католической и Элладской церквях и 5 (18) апреля в Русской православной церкви.
Старец Агафопод и юноша Феодул служили вместе в храме в городе Солунь (Салоники) при императорах Диоклетиане и Максимиане (284—305). Феодулу было видение и чудесным образом получил перстень c изображением Креста, которым исцелял людей и обращал язычников в христианство. Феодул и Агафопод пострадали при Великом гонении на христиан, начавшемся в 303 году. По приказу правителя города Фаустина (Φαυστίνος) были подвергнуты суду, пыткам и были брошены в море с камнями на шее. В тот же час их тела были выброшены на берег. Знакомые христиане похоронили тела мучеников и было им видение святого Феодула, приказавшего раздать его имение нищим, сирым и вдовицам.